# Anatomie eines Skandals
Anatomie eines Skandals ist eine britische Miniserie aus dem Jahr 2022, die auf dem gleichnamigen Roman von Sarah Vaughan basiert. Die Hauptrollen spielen Sienna Miller, Michelle Dockery und Rupert Friend. Premiere feierte die Serie am 15. April 2022 auf Netflix.

## Handlung
Als der Westminster-Abgeordnete und Innenminister James Whitehouse nach dem Eingestehen einer Affäre mit einer Mitarbeiterin der Vergewaltigung beschuldigt wird, gerät sowohl sein Leben als auch das seiner Ehefrau Sophie aus den Fugen, und er bemüht sich um Schadensbegrenzung. Der Premierminister und zugleich sein bester Freund gerät aufgrund dieses Skandals innenpolitisch unter Druck. Sein PR-Berater will ihn davon überzeugen, sich von Whitehouse abzuwenden, was er aber nicht tut, da der angeklagte Politiker droht, ein dunkles Kapitel aus gemeinsamen Zeiten an der Universität von Oxford zu enthüllen.
Parallel ist die Kronanwältin Kate Woodcroft von der Schuld des Abgeordneten überzeugt und versucht, Beweise gegen ihn zu sammeln.
Sophie hält seit Bekanntwerden der Veröffentlichung der Affäre zu ihrem Mann, aber leidet sichtlich darunter. Sie ist anfangs von seiner Unschuld überzeugt, aber wird im Laufe der Zeit kritischer und verlässt sogar den Vater ihrer Kinder nach dem Prozess. Besonders als aufkommt, dass Whitehouse vor Jahrzehnten ihre Kommilitonin Holly vergewaltigt haben soll, gerät Sophie in einen Zwiespalt.
Währenddessen stellt sich der Politiker dem Prozess und beteuert seine Unschuld. Whitehouse und seine Ehefrau beschäftigen zunehmend die Vergewaltigungs-Anschuldigungen von Holly. Zuerst will sich der Politiker nicht daran erinnern können, aber im Gerichtssaal ereilen ihn Flashbacks, und er glaubt, Holly in der Kronanwältin Woodcraft wiederzuerkennen. Während sich der Angeklagte und die Kronanwältin einen Schlagabtausch vor Gericht liefern, fällt Sophie auf den Zuschauerplätzen auf, dass die Anwältin Linkshänderin ist und in ihren Aufzeichnungen auffällig viele Post-its verwendet wie es ihre frühere Freundin Holly, von der sie in Oxford profitiert hat, getan hat.
Als sich der Prozess dem Ende zuneigt, besucht Sophie Kate in ihrem Büro und möchte herausfinden, ob sich ihr Verdacht bestätigt. Woodcraft, die unter abgeändertem Namen auftritt, verliert immer mehr die Kontrolle, weil sie den Fall wegen Befangenheit nicht annehmen hätte dürfen und um ihre Karriere fürchtet. Da sie sich dem Prozess nicht mehr entziehen kann, führt sie das Verfahren gegen Whitehouse fort. 
Am letzten Prozesstag befinden die Geschworenen Whitehouse einstimmig für unschuldig. Dennoch trennt sich seine entfremdete Frau von ihm. Ihr stößt sauer auf, dass ihr Ehemann und sie eine andere Auffassung der Wahrheit vertreten, und er wieder in die Politik einsteigen soll. Schließlich lüftet sie das pikante Geheimnis ihres Mannes und des Premierministers, was einen neuen Skandal auslöst.

## Besetzung und Synchronisation
Die deutschsprachige Synchronisation entstand bei den Eclair Studios Germany nach den Dialogbüchern von Markus Jütte sowie unter der Dialogregie von Jürgen Wilhelm.

### Hauptbesetzung
| Rolle             | Schauspieler     | Synchronsprecher       |
| ----------------- | ---------------- | ---------------------- |
| Sophie Whitehouse | Sienna Miller    | Luise Helm             |
| Kate Woodcroft    | Michelle Dockery | Anne Helm              |
| James Whitehouse  | Rupert Friend    | Johannes Raspe         |
| Olivia Lytton     | Naomi Scott      | Katharina Schwarzmaier |
| Angela Regan      | Josette Simon    | Susanne von Medvey     |
| Chris Clarke      | Joshua McGuire   | Gerrit Schmidt-Foß     |

### Nebenbesetzung
| Rolle          | Schauspieler         | Synchronsprecher |
| -------------- | -------------------- | ---------------- |
| Aled Luckhurst | Jonathan Coy         | Uwe Büschken     |
| Tom Southern   | Geoffrey Streatfeild | Sven Gerhardt    |
| Richard        | Jonathan Firth       | Armin Schlagwein |

## Produktion
Im Mai 2020 wurde bereits berichtet, dass David E. Kelleys Produktionsfirma die Serie für Netflix umsetzen sollte; später kam Melissa James Gibson ebenfalls als Verantwortliche hinzu.
Als Executive Producer fungiert unter anderem Sarah Vaughan, die Autorin der Romanvorlage.
Die Hauptdarsteller wurden im September 2020 verkündet, Naomi Scott schloss sich dem Cast drei Monate später an.
Die Serie ging Ende 2020 in Oxford in Produktion, wo zum Teil auch die Dreharbeiten stattfanden.
Die sechs Folgen wurden von S. J. Clarkson inszeniert, die Drehbücher schrieben Kelley und Gibson.

## Kritiken
Auf Rotten Tomatoes erhielt die Serie bisher 56 % Zustimmung mit einer Durchschnittswertung von 5,9/10 bei 18 vorliegenden Kritiken.
Bei Metacritic kommt die Serie bisher auf einen Metascore von 50 von 100 möglichen Punkten.
Die SZ schreibt, dass die Thrillerserie spannend und hochkarätig besetzt sei. Gelobt wird insbesondere die schauspielerische Leistung von Sienna Miller, Rupert Friend und Michelle Dockery. Hervorgehoben werden die Ausstattung, die Kostüme und das Licht. Nur würden einige unsinnige Effekte die Handlung stören.